# Helga Schmidt-Neuber
Helga Schmidt-Neuber (19 febbraio 1937 – 14 settembre 2018) è stata una nuotatrice tedesca.
Specializzata nel dorso, ha partecipato ai Giochi di Melbourne 1956, di Roma 1960 e di Tokyo 1964, gareggiando nei 100m dorso.